# Брдиці-при-Кожбані
Брдиці-при-Кожбані (словен. Brdice pri Kožbani) — мале поселення на північний схід від с. Кожбана в общині Брда, Регіон Горишка, Словенія. Висота над рівнем моря: 320,8 м.